# Одонтома
Одонтома — пухлина, тісно пов'язана з вадами розвитку та формування зубних тканин, зокрема з залишками надлишково закладених тканин зубного сосочка.
Рентгенологічно одонтома візуалізується в ділянці молярів нижньої щелепи, зрідка — в зоні ікла верхньої щелепи у вигляді невеликої порожнини, у просвіті якої візуалізується фрагмент малоструктурної тканини, що за щільністю знаходиться між кістковою тканиною та дентином. Порожнина зазвичай локалізується біля вехівок коренів, може симулювати кисту навколо залишків кореня. Диференційної діагностики не потребує.